# Buto
Buto (anche Butos, Butosos) (in greco antico Βοῦτος o Βουτώ) è il nome greco di un'antica località egizia posta nel delta del Nilo a circa 20 km a nord di Sais. Il nome attuale della località è Tell el-Farain.

Mappa del Delta del Nilo con la città di Buto

Verso il V millennio a.C., il desertico delta del Nilo divenne fertile per le inondazioni e nacquero già nel 3.500 a.C. numerose città con proprie divinità e dinastie locali.
Tra queste, la città di Buto fu la più importante durante la fase predinastica quando divenne il centro cultuale e politico, del regno del Basso Egitto, regno che finì per soccombere sotto quelli più potenti dell'Alto Egitto che lo conquistarono per esercitare il controllo delle vie commerciali.
La città, che si sviluppò economicamente grazie alla sua posizione geografica ed al suo porto, era costituita da due parti distinte denominate Pe e Dep mentre l'antico nome era Per Uadjet ossia (Casa di Uadjet).
Iside avrebbe partorito il figlio Horo nelle vicinanze di Buto e nella tradizione predinastica le Anime di Pe sono citate come spiriti funerari.
Secondo Erodoto la città di Buto era sede di una importante festa che lo storico greco identifica come la quinta (senza specificare se per importanza o per momento di svolgimento). Buto, sempre secondo Erodoto, era anche sede di un importante oracolo di Leto o Latona.
Le ricerche archeologiche condotte nel sito di Tell el-Farain (che può essere tradotto come Collina del faraone) hanno dato risultati abbastanza modesti senza ritrovamenti di particolare rilevanza.